# Victor McLaglen

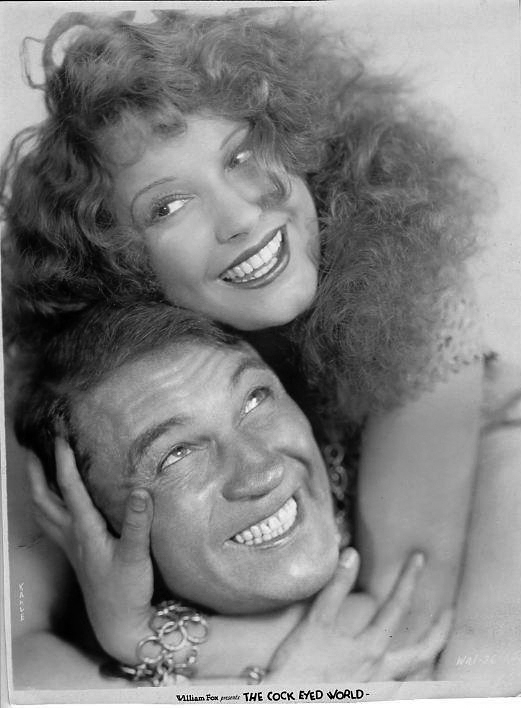
Victor McLaglen cu Lili Damita în The Cock-Eyed World (1929)

Victor Andrew de Bier Everleigh McLaglen (n. 10 decembrie 1886, Royal Tunbridge Wells, Anglia, Regatul Unit al Marii Britanii și Irlandei – d. 7 noiembrie 1959, Newport Beach, California, SUA) a fost un boxer englez și veteran al Primului Război Mondial, devenind ulterior un important actor american.

## Filmografie
| An   | Titlu                       | Rol                                     | Note                                                                                          |
| ---- | --------------------------- | --------------------------------------- | --------------------------------------------------------------------------------------------- |
| 1920 | The Call of the Road        | Alf Truscott                            |                                                                                               |
| 1921 | Carnival                    | Baron                                   |                                                                                               |
| 1921 | Corinthian Jack             | Jack Halstead                           |                                                                                               |
| 1921 | The Prey of the Dragon      | Brett 'Dragon' Mercer                   |                                                                                               |
| 1921 | The Sport of Kings          | Frank Rosedale                          |                                                                                               |
| 1922 | The Glorious Adventure      | Bulfinch                                |                                                                                               |
| 1922 | A Romance of Old Baghdad    | Miski                                   |                                                                                               |
| 1922 | Little Brother of God       | King Kennidy                            |                                                                                               |
| 1922 | A Sailor Tramp              | The Sailor Tramp                        |                                                                                               |
| 1922 | The Crimson Circle          |                                         |                                                                                               |
| 1923 | The Romany                  | The Chief                               |                                                                                               |
| 1923 | Heartstrings                | Frank Wilson                            |                                                                                               |
| 1923 | Woman to Woman              | Nubian slave                            | Uncredited                                                                                    |
| 1923 | M'Lord of the White Road    | Lord Annerley / John                    |                                                                                               |
| 1923 | In the Blood                | Tony Crabtree                           |                                                                                               |
| 1924 | The Boatswain's Mate        | Ned Travers                             |                                                                                               |
| 1924 | Women and Diamonds          | Brian Owen                              |                                                                                               |
| 1924 | The Gay Corinthian          | Squire Hardcastle                       |                                                                                               |
| 1924 | The Passionate Adventure    | Herb Harris                             |                                                                                               |
| 1924 | The Beloved Brute           | Charles Hinges                          |                                                                                               |
| 1925 | The Hunted Woman            | Quade                                   |                                                                                               |
| 1925 | Percy                       | Reedy Jenkins                           |                                                                                               |
| 1925 | The Unholy Three            | Hercules, the strongman                 |                                                                                               |
| 1925 | Winds of Chance             | Poleon Doret                            |                                                                                               |
| 1925 | The Fighting Heart          | Soapy Williams                          |                                                                                               |
| 1926 | The Isle of Retribution     | Doomsdorf                               |                                                                                               |
| 1926 | Men of Steel                | Pete Masarick                           |                                                                                               |
| 1926 | Beau Geste                  | Hank                                    |                                                                                               |
| 1926 | What Price Glory?           | Capt. Flagg                             |                                                                                               |
| 1927 | The Loves of Carmen         | Escamillo                               |                                                                                               |
| 1928 | Mother Machree              | The Giant of Kilkenny (Terence O'Dowd)  | Cu John Ford & John Wayne.                                                                    |
| 1928 | A Girl in Every Port        | Spike Madden                            |                                                                                               |
| 1928 | Hangman's House             | Citizen Denis Hogan                     | Cu John Ford & John Wayne.                                                                    |
| 1928 | The River Pirate            | Sailor Fritz                            |                                                                                               |
| 1929 | Captain Lash                | Captain Lash                            |                                                                                               |
| 1929 | Strong Boy                  | Strong Boy                              |                                                                                               |
| 1929 | The Black Watch             | Capt. Donald Gordon King                | Cu John Ford & John Wayne.                                                                    |
| 1929 | Happy Days                  | Minstrel Show Performer                 |                                                                                               |
| 1929 | The Cock-Eyed World         | Top Sergeant Flagg                      |                                                                                               |
| 1929 | Hot for Paris               | John Patrick Duke                       |                                                                                               |
| 1930 | On the Level                | Biff Williams                           |                                                                                               |
| 1930 | A Devil with Women          | Jerry Maxton                            |                                                                                               |
| 1931 | Dishonored                  | Col. Kranau                             |                                                                                               |
| 1931 | Not Exactly Gentlemen       | Bull Stanley                            |                                                                                               |
| 1931 | The Stolen Jools            | Sergeant Flagg                          |                                                                                               |
| 1931 | Women of All Nations        | Captain Jim Flagg                       |                                                                                               |
| 1931 | Annabelle's Affairs         | John Rawson / Hefly Jack                |                                                                                               |
| 1931 | Wicked                      | Scott Burrows                           |                                                                                               |
| 1932 | The Gay Caballero           | Don Bob Harkness / El Coyote            |                                                                                               |
| 1932 | Devil's Lottery             | Jem Meech                               |                                                                                               |
| 1932 | While Paris Sleeps          | Jacques Costaud                         |                                                                                               |
| 1932 | Guilty as Hell              | Detective Capt. T.R. McKinley           |                                                                                               |
| 1932 | Rackety Rax                 | 'Knucks' McGloin                        |                                                                                               |
| 1933 | Hot Pepper                  | Jim Flagg                               |                                                                                               |
| 1933 | Laughing at Life            | Dennis P. McHale / Burke / Captain Hale |                                                                                               |
| 1934 | The Lost Patrol             | The Sergeant                            |                                                                                               |
| 1934 | No More Women               | Forty-Fathoms                           |                                                                                               |
| 1934 | Wharf Angel                 | Turk                                    |                                                                                               |
| 1934 | Dick Turpin                 | Dick Turpin                             |                                                                                               |
| 1934 | Murder at the Vanities      | Police Lt. Bill Murdock                 |                                                                                               |
| 1934 | The Captain Hates the Sea   | Junius P. Schulte                       |                                                                                               |
| 1935 | Under Pressure              | Jumbo Smith                             |                                                                                               |
| 1935 | The Great Hotel Murder      | Andrew W. 'Andy' McCabe                 |                                                                                               |
| 1935 | The Informer                | Gypo Nolan                              | Academy Award for Best Actor Nominalizare — New York Film Critics Circle Award for Best Actor |
| 1935 | Professional Soldier        | Michael Donovan                         |                                                                                               |
| 1936 | Klondike Annie              | Bull Brackett                           |                                                                                               |
| 1936 | Under Two Flags             | J.C. Doyle                              |                                                                                               |
| 1936 | Magnificent Brute           | 'Big Steve' Andrews                     | ca Victor McLaglen - câștigător al Premiilor Academiei                                        |
| 1937 | Sea Devils                  | CPO William 'Medals' Malone             |                                                                                               |
| 1937 | Nancy Steele Is Missing!    | Dannie O'Neill                          |                                                                                               |
| 1937 | This Is My Affair           | Jock Ramsay                             |                                                                                               |
| 1937 | Wee Willie Winkie           | Sgt. Donald MacDuff                     |                                                                                               |
| 1937 | Ali Baba Goes to Town       | El însuși                               | Uncredited                                                                                    |
| 1938 | Battle of Broadway          | Big Ben Wheeler                         |                                                                                               |
| 1938 | The Devil's Party           | Marty Malone                            |                                                                                               |
| 1938 | We're Going to Be Rich      | Dobbie                                  |                                                                                               |
| 1939 | Pacific Liner               | J.B. 'Crusher' McKay, Chief Engineer    |                                                                                               |
| 1939 | Gunga Din                   | Sgt. 'Mac' MacChesney                   |                                                                                               |
| 1939 | Let Freedom Ring            | Chris Mulligan                          |                                                                                               |
| 1939 | Ex-Champ                    | Tom 'Gunner' Grey                       |                                                                                               |
| 1939 | Captain Fury                | Jerry Black aka Blackie                 |                                                                                               |
| 1939 | Full Confession             | Patt McGinnis                           |                                                                                               |
| 1939 | Rio                         | Dirk                                    |                                                                                               |
| 1939 | The Big Guy                 | Warden Bill Whitlock                    |                                                                                               |
| 1940 | South of Pago Pago          | Bucko Larson                            |                                                                                               |
| 1940 | Diamond Frontier            | Terrence Regan                          |                                                                                               |
| 1941 | Broadway Limited            | Maurice 'Mike' Monohan                  |                                                                                               |
| 1942 | Call Out the Marines        | Sgt. Jimmy McGinnis                     |                                                                                               |
| 1942 | Powder Town                 | Jeems O'Shea                            |                                                                                               |
| 1942 | China Girl                  | Major Bull Weed                         |                                                                                               |
| 1943 | Forever and a Day           | Archibald Spavin (hotel doorman)        |                                                                                               |
| 1944 | Tampico                     | Fred Adamson                            |                                                                                               |
| 1944 | Roger Touhy, Gangster       | Herman 'Owl' Banghart                   |                                                                                               |
| 1944 | The Princess and the Pirate | Captain Barrett ak The Hook             |                                                                                               |
| 1945 | Rough, Tough and Ready      | Owen McCare                             |                                                                                               |
| 1945 | Love, Honor and Goodbye     | Terry O'Farrell                         |                                                                                               |
| 1946 | Whistle Stop                | Gitlo                                   |                                                                                               |
| 1947 | Calendar Girl               | Matthew O'Neil                          |                                                                                               |
| 1947 | The Michigan Kid            | Curley Davis                            |                                                                                               |
| 1947 | The Foxes of Harrow         | Captain Mike Farrell                    |                                                                                               |
| 1948 | Fort Apache                 | Sgt. Festus Mulcahy                     | Cu John Ford & John Wayne.                                                                    |
| 1949 | She Wore a Yellow Ribbon    | Top Sgt. Quincannon                     | Cu John Ford & John Wayne.                                                                    |
| 1950 | Rio Grande                  | Sgt. Maj. Timothy Quincannon            | Cu John Ford & John Wayne.                                                                    |
| 1952 | The Quiet Man               | Squire 'Red' Will Danaher               | Cu John Ford & John Wayne Nominalizare — Academy Award for Best Supporting Actor              |
| 1953 | Fair Wind to Java           | O'Brien                                 |                                                                                               |
| 1953 | This Is Your Life           | El însuși                               | episod: Victor McLaglen                                                                       |
| 1954 | Prince Valiant              | Boltar                                  |                                                                                               |
| 1954 | Trouble in the Glen         | Parlan                                  |                                                                                               |
| 1955 | Many Rivers to Cross        | Mr. Cadmus Cherne                       |                                                                                               |
| 1955 | City of Shadows             | Big Tim Channing                        |                                                                                               |
| 1955 | Bengazi                     | Robert Emmett Donovan                   |                                                                                               |
| 1955 | Lady Godiva of Coventry     | Grimald                                 |                                                                                               |
| 1956 | Around the World in 80 Days | Helmsman of the SS Henrietta            |                                                                                               |
| 1957 | The Abductors               | Tom Muldoon                             |                                                                                               |
| 1958 | Have Gun - Will Travel      | Mike O'Hare                             | episodul: The O'Hare Story                                                                    |
| 1958 | The Italians They Are Crazy | Sergente O'Riley                        |                                                                                               |
| 1958 | Sea Fury                    | Captain Bellew                          |                                                                                               |
| 1959 | Rawhide                     | Harry Wittman                           | episodul: Incident of the Shambling Man, (ultima sa apariție)                                 |